# Strada statale 81 (Polonia)
La strada statale 81 (sigla DK 81, in polacco droga krajowa 81) è una strada statale polacca che attraversa il Paese da Katowice a Harbutowice.